# 具柄合页草
具柄合页草（学名：Strobilanthes petiolaris）为爵床科紫云菜属的植物。分布于印度、喜马拉雅、印度尼西亚、泰国以及中国大陆的西藏等地，生长于海拔500米至1,700米的地区，目前尚未由人工引种栽培。

## 种下等级
- Strobilanthes affinis (Griff.) Y. C. Tang